# Bjarki Steinn Bjarkason
Bjarki Steinn Bjarkason (ur. 11 maja 2000 w Reykjavíku) – islandzki piłkarz występujący na pozycji napastnika we włoskim klubie Venezia oraz w reprezentacji Islandii. Wychowanek Afturelding, w trakcie swojej kariery grał także w ÍA. Syn Bjarkiego Sigurðssona, wielokrotnego reprezentanta Islandii w piłce ręcznej.